# Station Geraardsbergen
Station Geraardsbergen is een spoorwegstation langs spoorlijn 90 in de stad Geraardsbergen. Er zijn twee kopsporen en zes doorgaande sporen. De sporen zijn sinds 1986 elektrisch met de elektrificatie van de spoorlijn 90 naar Denderleeuw en spoorlijn 123 naar Edingen.
Sinds 1 maart 2024 zijn de loketten van dit station enkel in de week geopend tussen 7.30 en 14.45 uur.

## Stationsgebouw
Het eerste stationsgebouw werd in 1855 of 1856 gebouwd in Vlaamse neo-renaissancestijl, naar een ontwerp van Jean-Pierre Cluysenaar. Het zogenaamde stadsstation (ook te vinden in Lessen, Ninove, Aalst, Lokeren en Dendermonde) was een symmetrisch gebouw met in het midden een dienstlokaal, links een wachtzaal en rechts een goederendepot.
Het huidige stationsgebouw werd ontworpen in de periode 1944-1946 en was in die tijd een ultramodern station. Hoewel de bouw reeds klaar was in 1944 werd het gebouw pas in 1946 ingehuldigd, in aanwezigheid van minister Rougvaux. In de jaren '80 werd de tunnel naar de sporen verlengd tot de Papiermolenstraat.
De oude goederenloods heeft een andere bestemming gekregen, heden ten dage is er het treinbegeleiders- en machinistendepot in ondergebracht.
Voor het stationsplein bevindt zich de busterminal. De infrastructuur van deze is echter nogal verouderd, wel zijn er elektronische informatiepanelen aanwezig die onder meer busvertragingen aan de reizigers mededelen.

### Toekomst
Reeds sinds 2007 ligt er een masterplan klaar voor de vernieuwing van de stationsomgeving. Deze werken omvatten onder andere: een nieuwe parkeertoren met busstation op de plaats van de oude goederenloods, een nieuwe voetgangersbrug over de sporen met liften en roltrappen die toegang geven tot de perrons en een verhoging van de perrons van 28 cm naar 76 cm. Verder zullen ook het Stationsplein en de Papiermolenstraat (achterkant station) worden aangepakt. Een termijn voor deze werken is niet gekend. De totale kost van het project wordt geraamd op 25,5 miljoen euro.

## Galerij

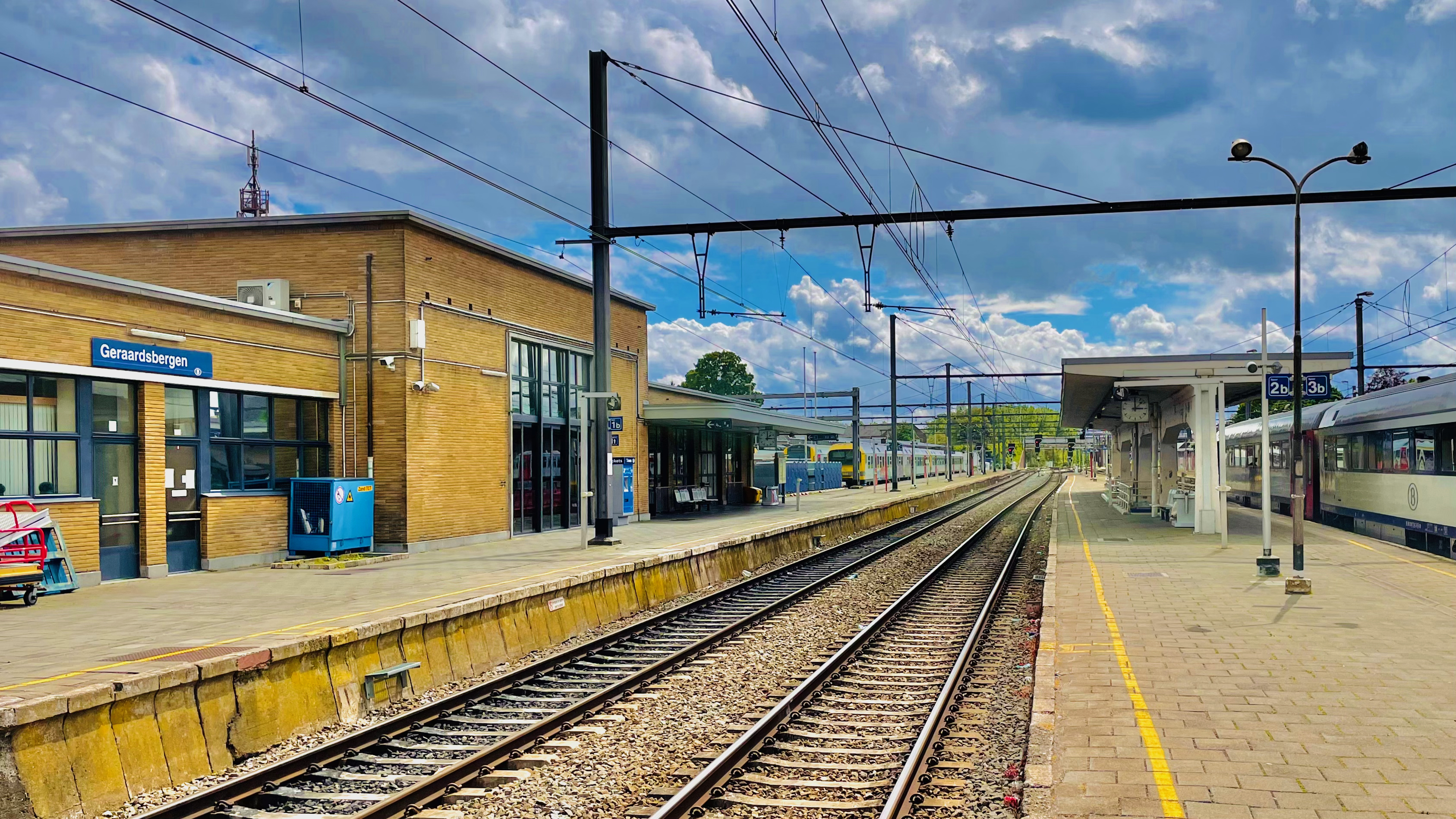
Zicht op de perrons
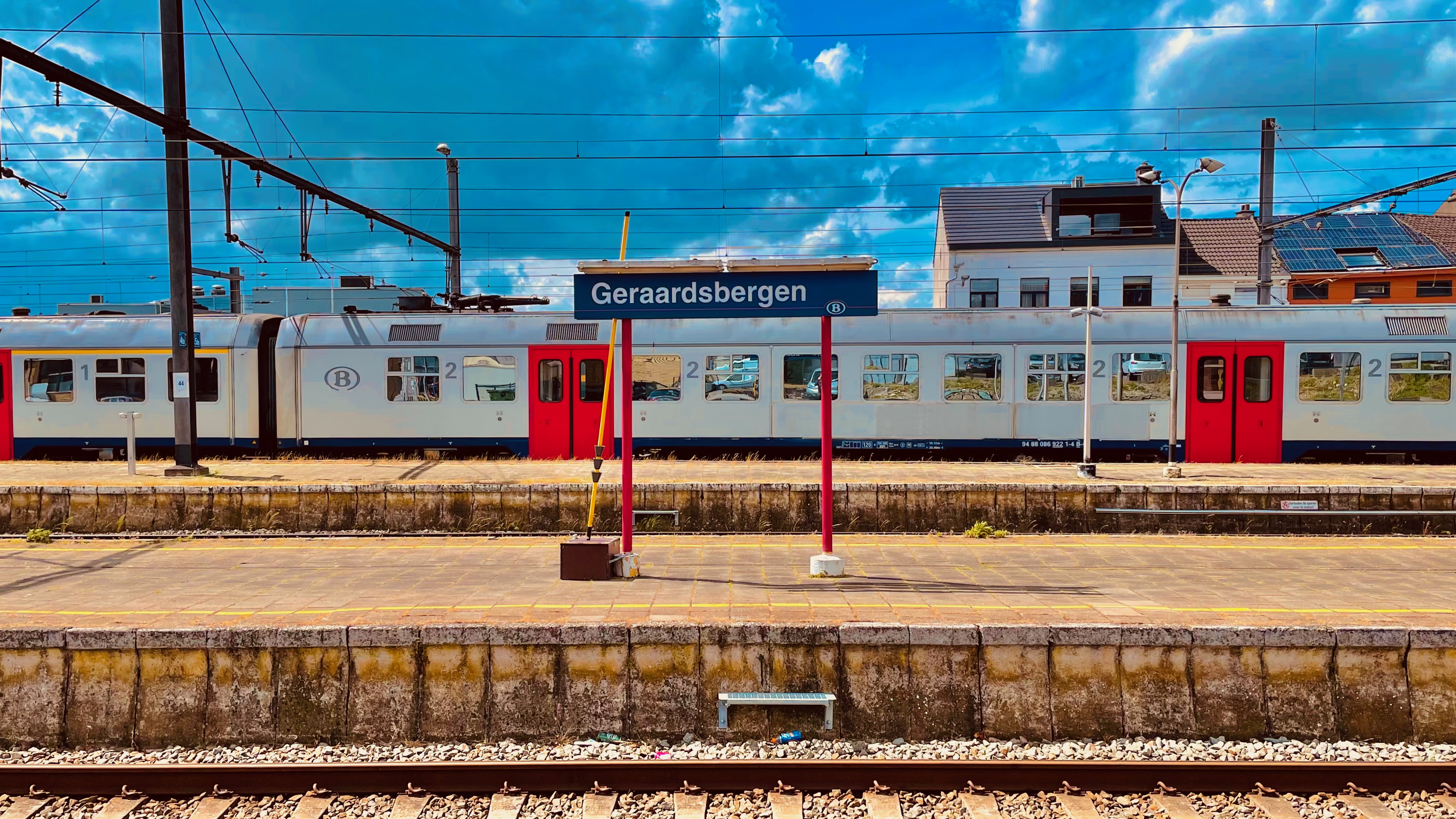
Plaatsnaambord
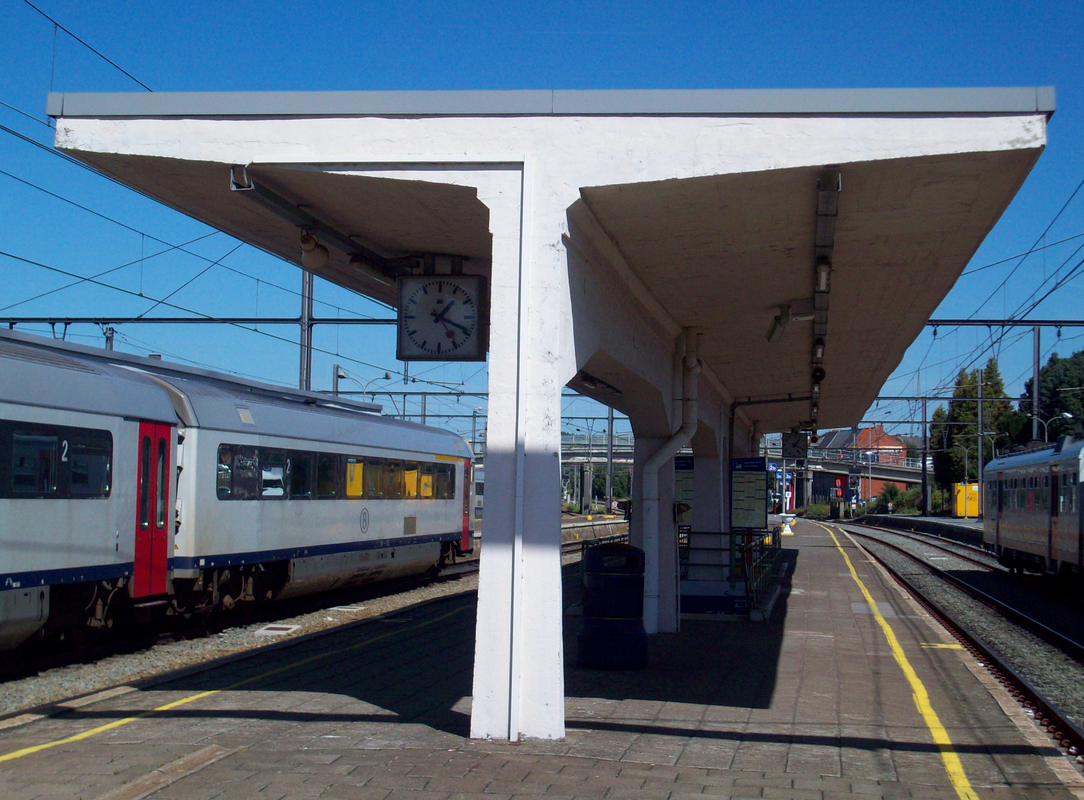
Perronoverkapping
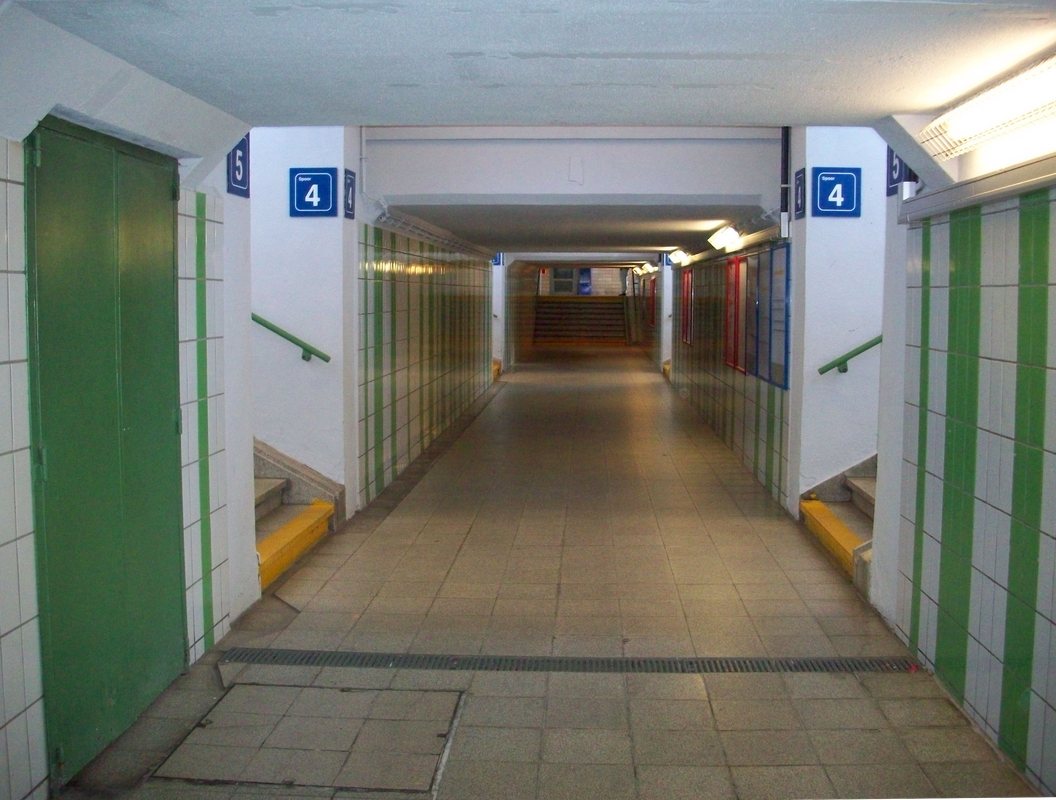
Reizigerstunnel
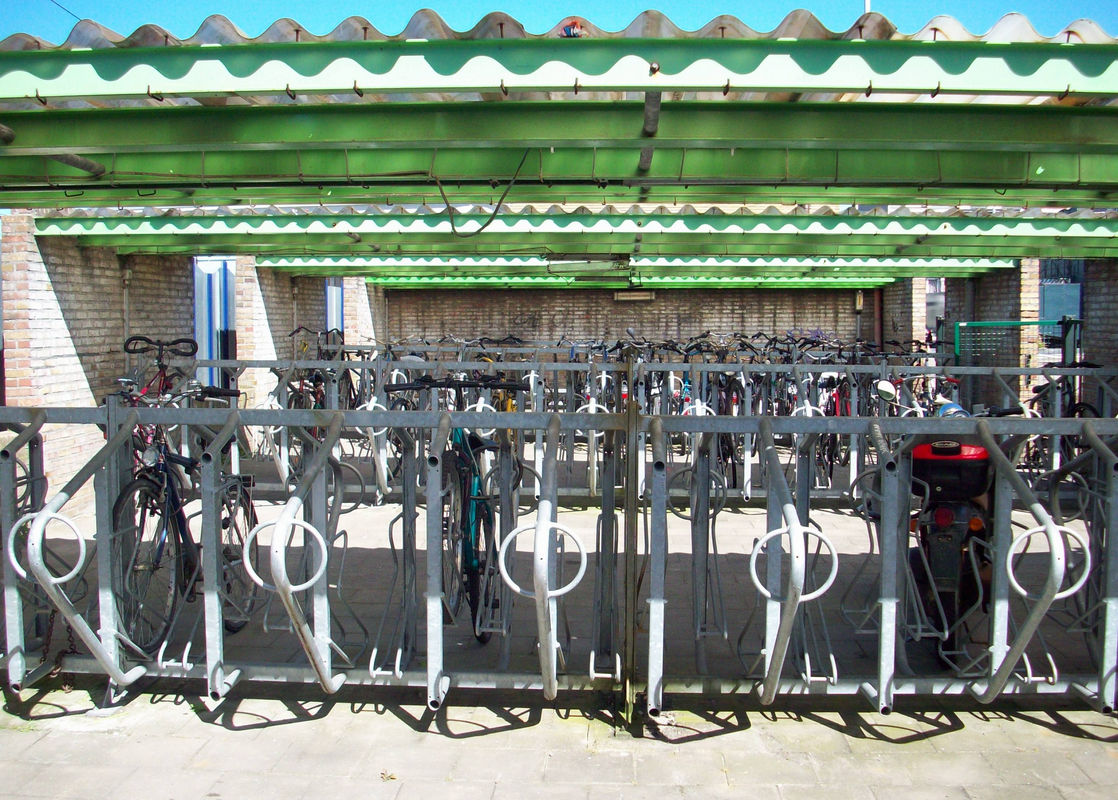
Fietsenstalling
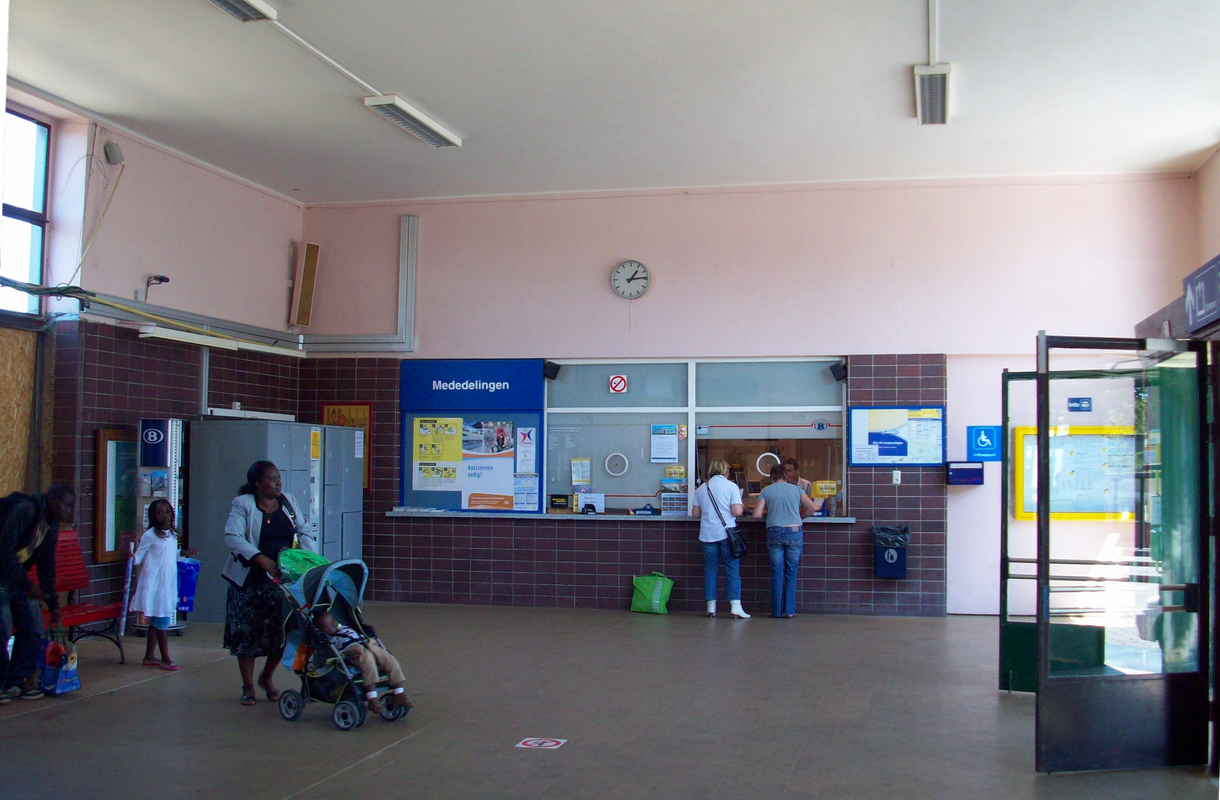
Lokethal
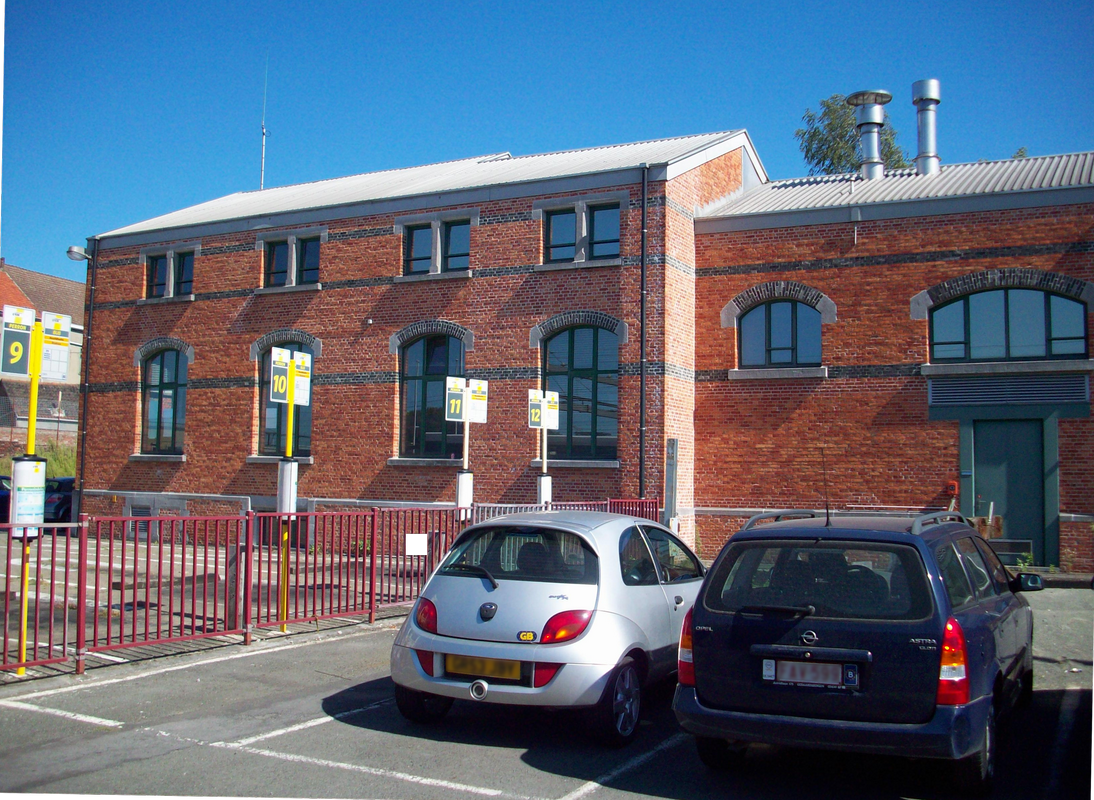
Oude goederenloods, nu dienstgebouw NMBS
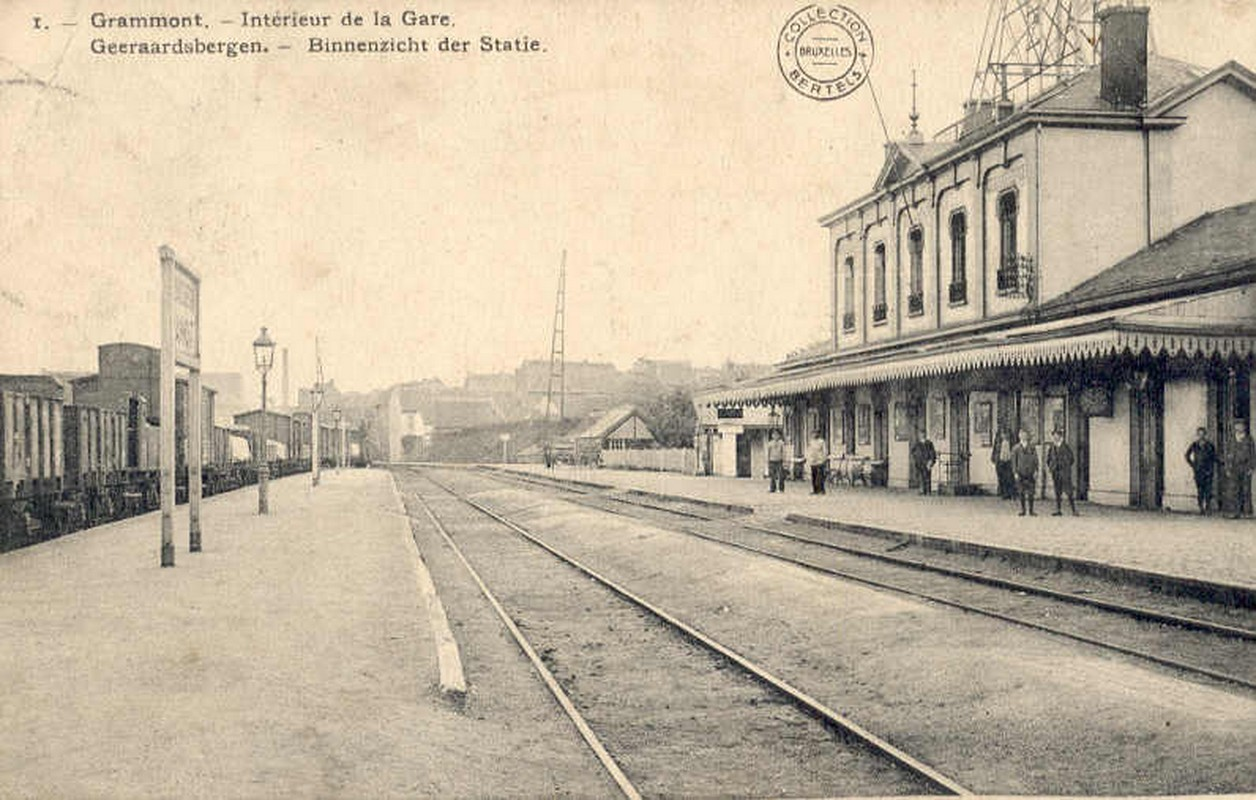
Postkaart met oude Cluysenaarstation

## Treindienst
| Serie       | Treinsoort          | Route                                                                              | Bijzonderheden |
| ----------- | ------------------- | ---------------------------------------------------------------------------------- | --- |
| L 4850      | L-trein (NMBS)      | Geraardsbergen – Aat – Bergen – [ Doornik – Moeskroen ] / [ Quévy ]                | Rijdt op werkdagen Geraardsbergen-Moeskroen. Rijdt in weekends Geraardsbergen-Quèvy                                                                             |
| S 3         | GEN (NMBS)          | [ Denderleeuw – ] Geraardsbergen – Brussel-Zuid – [ Dendermonde ] / [ Schaarbeek ] | Rijdt tijdens de spits vanaf/naar Denderleeuw. Tijdens de spits extra ritten Geraardsbergen-Schaarbeek. Rijdt tijdens het weekend Denderleeuw-Brusssel-Noord.   |
| S 5         | GEN (NMBS)          | [ Geraardsbergen – ] Edingen – Halle – Brussel-Schuman – Vilvoorde – Mechelen      | Rijdt in de spits van/naar Geraardsbergen. Rijdt in het weekend tussen Halle en Mechelen. Rijdt tijdens de vakantieperiode 1x/u enkel tussen Halle en Mechelen. |
| S 6         | GEN (NMBS)          | Zottegem – Denderleeuw – Geraardsbergen                                            | Rijdt alleen op werkdagen. Tijdens de spits een rit vanaf Oudenaarde.                                                                                           |
| S 52        | S-trein Gent (NMBS) | Gent-Sint-Pieters – Zottegem – Geraardsbergen                                      | |
| P 7590/8590 | Piekuurtrein (NMBS) | Geraardsbergen – Aat                                                               | Rijdt alleen op werkdagen. |
| P 7920/8920 | Piekuurtrein (NMBS) | Geraardsbergen – Denderleeuw                                                       | Rijdt alleen op werkdagen. |
| P 7960/8960 | Piekuurtrein (NMBS) | Geraardsbergen – Zottegem – Gent-Sint-Pieters                                      | Rijdt alleen op werkdagen. |
| P 7970/8970 | Piekuurtrein (NMBS) | Geraardsbergen – Denderleeuw – Gent-Sint-Pieters                                   | Rijdt alleen op werkdagen. |

## Busdienst
| Busnummer | Verbinding                                                                                  |
| --------- | ------------------------------------------------------------------------------------------- |
| 13        | Geraardsbergen - Lierde - Zottegem                                                          |
| 16        | Geraardsbergen - Parike - Oudenaarde                                                        |
| 17        | Geraardsbergen - Lierde - Oudenaarde                                                        |
| 49        | Geraardsbergen - Herzele - Sint-Lievens-Houtem - Oosterzele - Merelbeke - Gent-Sint-Pieters |
| 71        | Geraardsbergen - Moerbeke - Galmaarden - Edingen                                            |
| 72        | Geraardsbergen - Moerbeke - Galmaarden - Bever/Biévène                                      |
| 73        | Geraardsbergen - Moerbeke - Akrenbos - Bever/Biévène                                        |
| 74        | Geraardsbergen - Viane - Bever/Biévène                                                      |
| 76        | Overboelare - Geraardsbergen - Zandbergen                                                   |
| 77        | Geraardsbergen - Waarbeke - Denderwindeke                                                   |
| 78        | Overboelare - Geraardsbergen - Everbeek - Brakel                                            |
| 87        | Geraardsbergen - Aspelare - (Sint-Antelinks -) Haaltert - Aalst                             |
| 161       | Geraardsbergen - Galmaarden - Tollembeek - Herne - Leerbeek                                 |
| 330       | Belbus Ninove - Haaltert                                                                    |
| 370       | Belbus Geraardsbergen                                                                       |
| 390       | Belbus Herzele - Sint-Lievens-Houtem                                                        |
| 410       | Belbus Lierde - Brakel                                                                      |

## Reizigerstellingen
De grafiek en tabel geven het gemiddeld aantal instappende reizigers weer op een week-, zater- en zondag.
| Tabel: aantal instappende reizigers station Geraardsbergen | Tabel: aantal instappende reizigers station Geraardsbergen | Tabel: aantal instappende reizigers station Geraardsbergen | Tabel: aantal instappende reizigers station Geraardsbergen |
|                                                            | Weekdag                                                    | Zaterdag                                                   | Zondag                                                     |
| ---------------------------------------------------------- | ---------------------------------------------------------- | ---------------------------------------------------------- | ---------------------------------------------------------- |
| 1977                                                       | 5 977                                                      | 624                                                        | 467                                                        |
| 1978                                                       | 3 226                                                      | 434                                                        | 368                                                        |
| 1979                                                       | 3 208                                                      | 492                                                        | 385                                                        |
| 1980                                                       | 3 197                                                      | 444                                                        | 405                                                        |
| 1981                                                       | 2 900                                                      | 412                                                        | 566                                                        |
| 1982                                                       | 3 073                                                      | 403                                                        | 449                                                        |
| 1983                                                       | 2 993                                                      | 455                                                        | 401                                                        |
| 1984                                                       | 2 985                                                      | 502                                                        | 434                                                        |
| 1985                                                       | 2 879                                                      | 503                                                        | 541                                                        |
| 1986                                                       | 3 281                                                      | 670                                                        | 594                                                        |
| 1987                                                       | 3 889                                                      | 512                                                        | 524                                                        |
| 1988                                                       | 3 536                                                      | 841                                                        | 996                                                        |
| 1989                                                       | 3 306                                                      | 731                                                        | 722                                                        |
| 1990                                                       | 3 222                                                      | 675                                                        | 742                                                        |
| 1991                                                       | 3 321                                                      | 630                                                        | 707                                                        |
| 1992                                                       | 367                                                        | 650                                                        | 663                                                        |
| 1993                                                       | 3 236                                                      | 747                                                        | 589                                                        |
| 1994                                                       | 3 907                                                      | 768                                                        | 826                                                        |
| 1995                                                       | 3 668                                                      | 618                                                        | 532                                                        |
| 1996                                                       | 3 636                                                      | 710                                                        | 556                                                        |
| 1997                                                       | 3 763                                                      | 735                                                        | 716                                                        |
| 1998                                                       | 4 002                                                      | 846                                                        | 608                                                        |
| 1999                                                       | 2 274                                                      | 502                                                        | 416                                                        |
| 2000                                                       | 2 403                                                      | 559                                                        | 472                                                        |
| 2001                                                       | 2 583                                                      | 418                                                        | 444                                                        |
| 2002                                                       | 2 971                                                      | 477                                                        | 370                                                        |
| 2003                                                       | 2 888                                                      | 618                                                        | 482                                                        |
| 2004                                                       | 3 077                                                      | 628                                                        | 478                                                        |
| 2005                                                       | 3 238                                                      | 690                                                        | 548                                                        |
| 2006                                                       | 2 857                                                      | 717                                                        | 528                                                        |
| 2007                                                       | 4 462                                                      | 639                                                        | 446                                                        |
| 2008                                                       | -                                                          | -                                                          | -                                                          |
| 2009                                                       | 3 974                                                      | 649                                                        | 578                                                        |
| 2010                                                       | -                                                          | -                                                          | -                                                          |
| 2011                                                       | -                                                          | -                                                          | -                                                          |
| 2012                                                       | 3 308                                                      | 683                                                        | 702                                                        |
| 2013                                                       | 3 348                                                      | 658                                                        | 628                                                        |
| 2014                                                       | 3 295                                                      | 485                                                        | 477                                                        |
| 2015                                                       | 2 913                                                      | 653                                                        | 542                                                        |
| 2016                                                       | 2 767                                                      | 764                                                        | 675                                                        |
| 2017                                                       | 2 858                                                      | 748                                                        | 720                                                        |
| 2018                                                       | 2 931                                                      | 854                                                        | 800                                                        |
| 2019                                                       | 2 656                                                      | 857                                                        | 711                                                        |
| 2020                                                       | 2 093                                                      | 627                                                        | 581                                                        |
| 2021                                                       | -                                                          | -                                                          | -                                                          |
| 2022                                                       | 2 980                                                      | 777                                                        | 741                                                        |
| 2023                                                       | 2 928                                                      | 1 110                                                      | 1 016                                                      |
| 2024                                                       | 2 847                                                      | 959                                                        | 927                                                        |

0,0: Denderleeuw ·
1,9: Iddergem ·
4,4: Okegem ·
7,5: Ninove ·
10,2: Eichem ·
12,1: Appelterre ·
13,4: Zandbergen ·
16,1: Idegem ·
17,8: Schendelbeke ·
21,7: Geraardsbergen ·
23,2: Overboelare ·
26,3: Acren · 
28,7: Lessen ·
29,8: Houraing ·
31,8: Papignies ·
33,5: La Cavée ·
35,4: Rebaix ·
39,9: Aat ·
42,1: Maffle ·
45,0: Mévergnies-Attre ·
46,5: Brugelette ·
48,3: Cambron-Casteau ·
52,1: Lens ·
55,6: Jurbeke ·
58,0: Erbisœul ·
66,7: Baudour ·
71,8: Saint-Ghislain
1,5: Gontrode ·
2,8: Landskouter ·
4,8: Moortsele ·
6,7: Scheldewindeke ·
8,9: Balegem-Dorp ·
11,8: Balegem-Zuid ·
15,4: Zottegem ·
18,4: Erwetegem ·
19,6: Sint-Maria-Oudenhove ·
22,0: Lierde ·
24,4: Hemelveerdegem ·
25,0: Gemeldorp ·
28,5: Geraardsbergen
0,0: Geraardsbergen ·
4,6: Viane-Moerbeke ·
8,3: Galmaarden ·
10,3: Tollembeek ·
12,2: Herne ·
16,1: Edingen ·
19,9: Grandchamps ·
22,8: Rognon ·
29,0: 's-Gravenbrakel